# Rubus largificus
Rubus largificus är en rosväxtart som beskrevs av Wm. Watson. Rubus largificus ingår i släktet rubusar, och familjen rosväxter. Inga underarter finns listade i Catalogue of Life.